# Trichotrigona extranea
Trichotrigona extranea (лат.) — вид безжальных пчёл из трибы Meliponini семейства Apidae.

## Распространение
Неотропика: Бразилия.

## Классификация
Единственный вид рода Trichotrigona Camargo & Moure, 1983.

## Описание
Не используют жало при защите. Хотя жало у них сохранилось, но в сильно редуцированном виде. Гнёзда в мёртвых ветвях растений вида Buchenavia suaveolens (Combretaceae). В ячейках гнёзд обнаружена пыльца следующих цветковых растений:
- Eschweilera sp. (Lecythidaceae), Cordia sp. (Boraginaceae), Mabea nitida, Amanoa sp., Alchornea sp. (Euphorbiaceae), Myrtaceae, Theobroma cacao, T. grandiflorum (Sterculiaceae), Rubiaceae, Buchenavia sp. (Combretaceae), Didymopanax sp. (Araliaceae), Rhodognaphalopsis minor, Pachira aquatica, Pseudobombax mumguba (Bombacaceae), Acacia polyphylla, Inga sp. (Mimosaceae), Compositae, Attalea maripa (Arecaceae), Poaceae, Tapirira guianensis (Anacardiaceae).